# Басовский сельский совет (Сумский район)
Басовский сельский совет (укр. Басівська сільська рада) — входит в состав
Сумского района
Сумской области
Украины.
Административный центр сельского совета находится в
с. Басовка.

## Населённые пункты совета
- с. Басовка
- с. Локня
- с. Новенькое